# Patrocinium

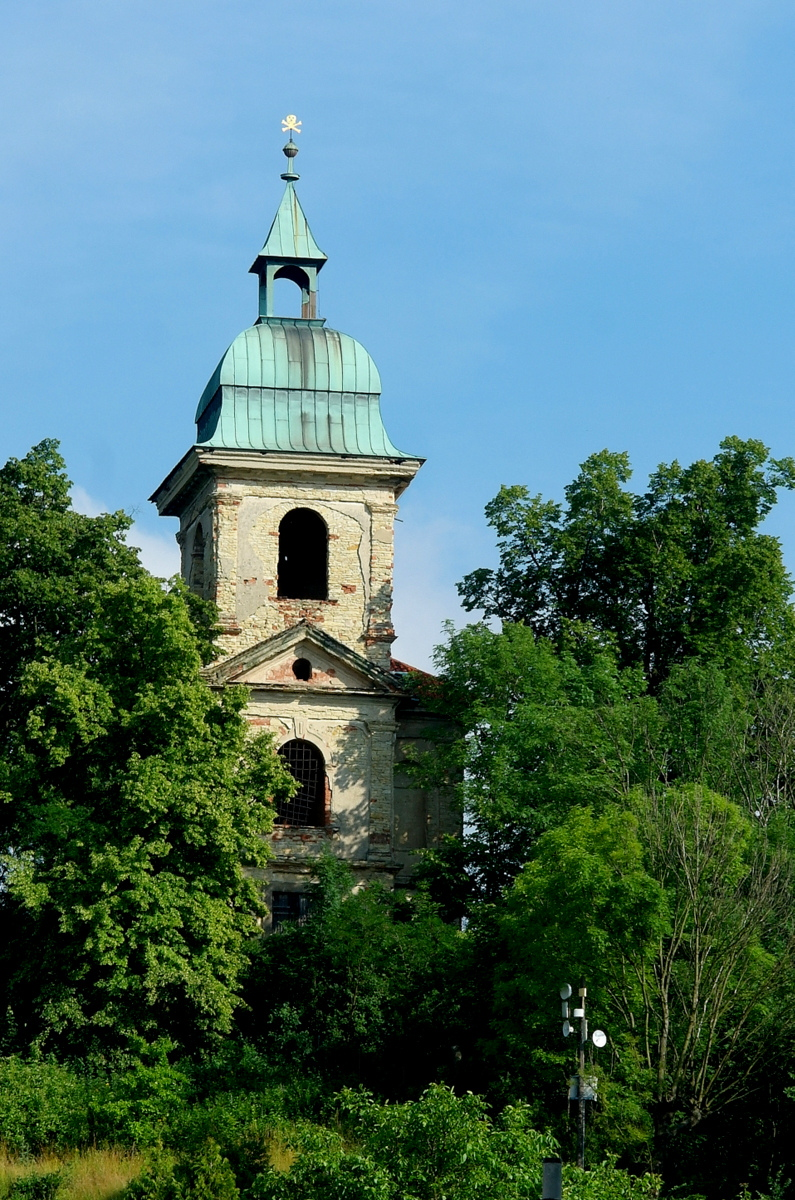
Kaple v Liběchově zasvěcená svatému Duchu

Patrocinium (česky zasvěcení) označuje v katolické církvi pojmenování určité budovy (kostela, kláštera, nemocnice atd.) po určitém světci, pod jehož ochranou dané místo má stát, obdobně jsou zasvěceny i pravoslavné chrámy. Kromě jmen světců může patrocinium znít i na některou z událostí dějin spásy (např. Proměnění Páně), křesťanský symbol (sv. Kříž), či přímo některé z Božích jmen či označení (Duch svatý, Tělo Páně, Nejsvětější srdce aj.).

## Historie
Ve středověku se často v určité době kostely zasvěcovaly světci, který byl právě „v oblibě“, a proto lze podle zasvěcení usuzovat na dobu výstavby dotyčného kostela. Například svatému Gothardu byly v Čechách zasvěcovány kostely od jeho kanonizace v roce 1131 do poloviny 12. století.

## Změny patrocinia
Patrocinium se může v průběhu dějin měnit (např. patrocinium původní baziliky Spasitele v Lateránu zní dnes bazilika sv. Jana a Nejsvětějšího Spasitele v Lateránu).

## Liturgická oslava
Patrocinium daného kostela, které připadá na den, který tomuto označení odpovídá v liturgickém kalendáři, bývá zvykem každoročně slavit poutí, podobně jako posvícení – kdy se slaví výročí posvěcení kostela (v České republice zejména napečením koláčků, společenskou sešlostí, někdy i zábavným odpolednem).

## Galerie

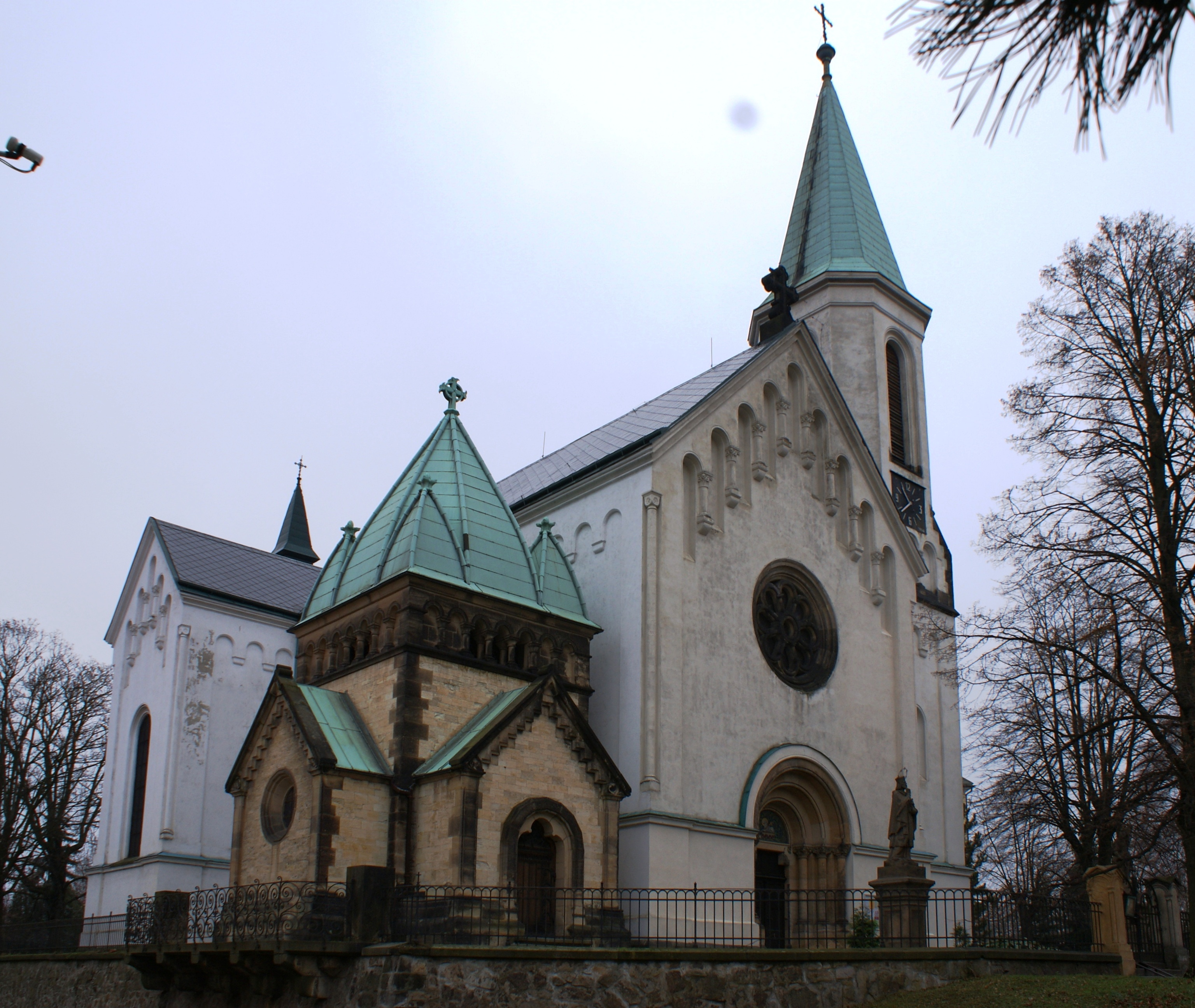
Kostel sv. Remigia v Praze-Čakovicích, jediný zasvěcený Remigiovi z Remeše v Česku
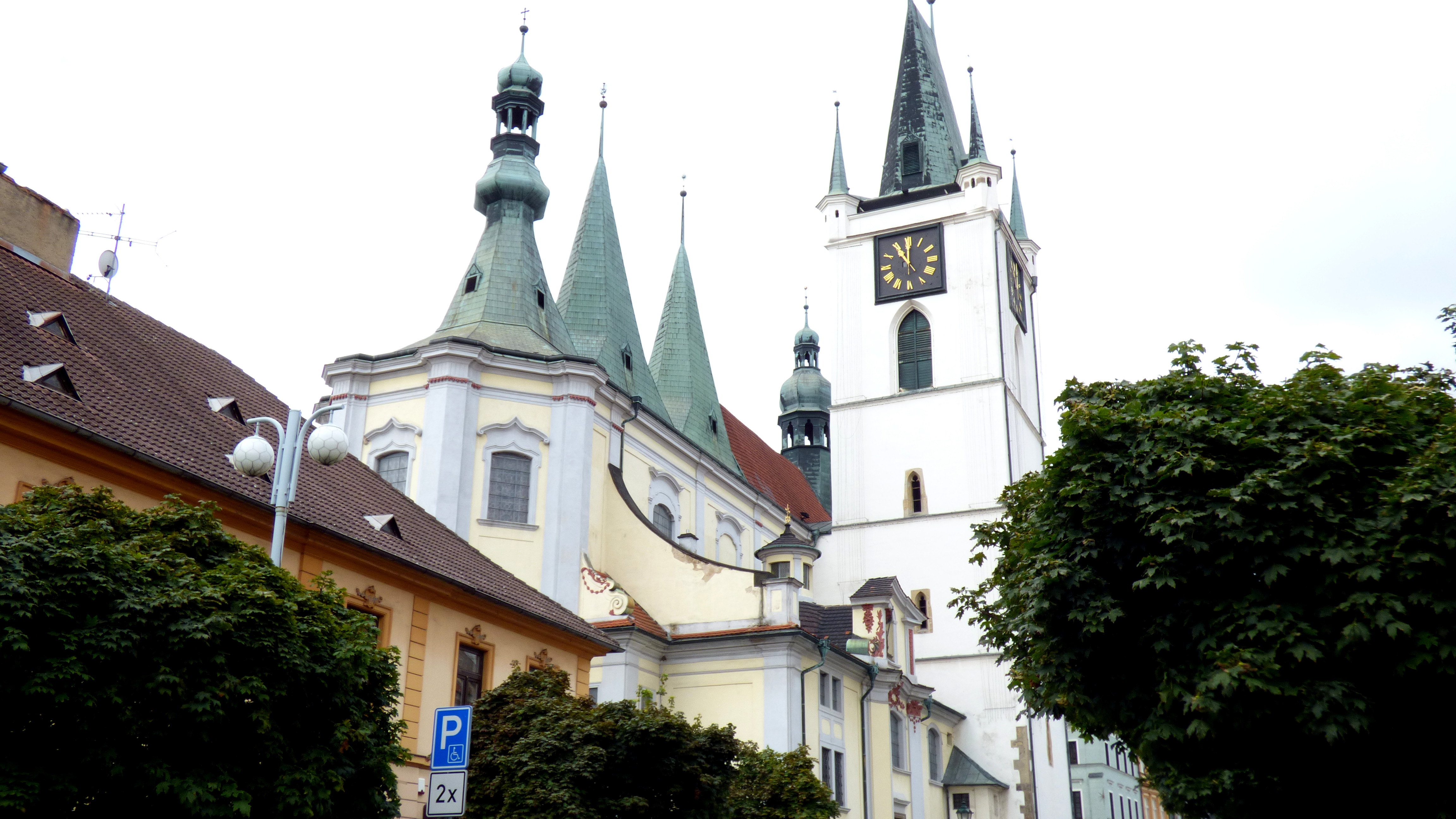
Kostel zasvěcený všem svatým v Litoměřicích
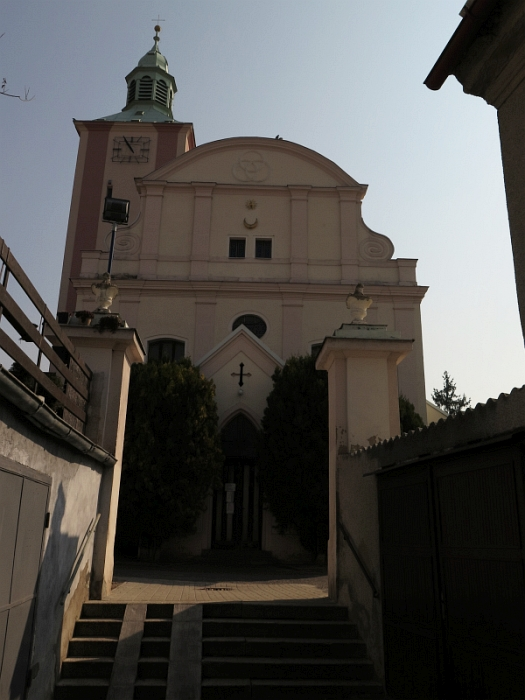
Kostel svatého Otmara v Hoštce, jediný zasvěcený svatému Otmaru v Česku
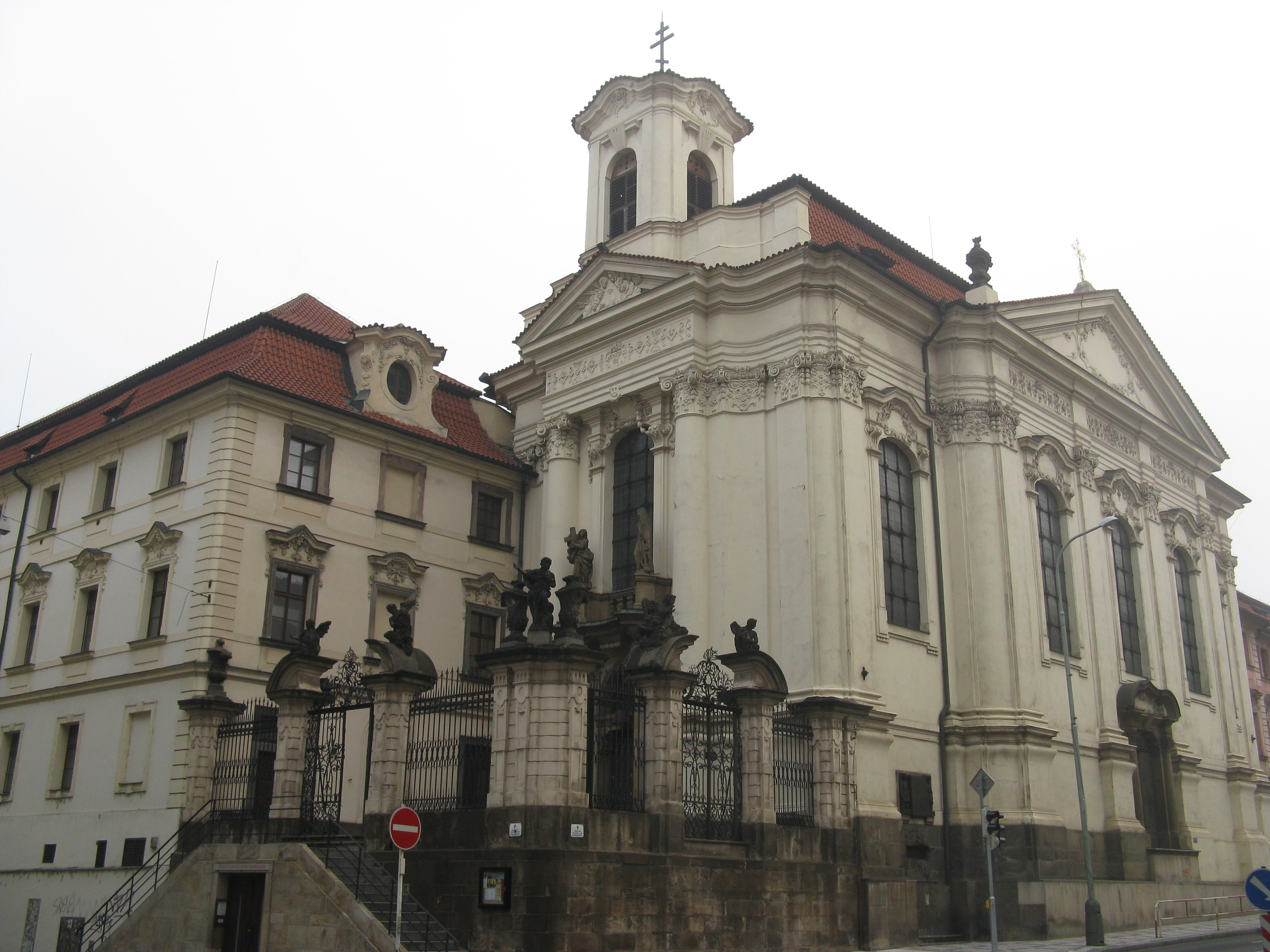
Pravoslavná katedrála svatých Cyrila a Metoděje v Praze (původně katolický kostel, zasvěcený svatému Karlu Boromejskému)